# Бандиты (фильм, 2001)
«Банди́ты» (англ. Bandits) — американский художественный фильм в жанре криминальной комедийной драмы, поставленный режиссёром Барри Левинсоном по сценарию Харли Пейтона.

## Сюжет
Два друга-преступника — харизматичный Джо и ипохондрик Терри Ли — совершают побег из тюрьмы. На жизнь им нужны деньги и Джо незамедлительно предлагает ограбить банк с помощью обычного карандаша-маркера, а лёгкая денежная добыча располагает к осуществлению давней мечты о спокойной безбедной жизни в Мексике. Из-за присущего им метода работы, взятого на вооружение преступниками из случайно происшедшей ночёвки в первый же день при побеге из тюрьмы, представляет Джо и Терри как «Ночующие бандиты».
Суть метода такова — они проводят ночь в доме управляющего намеченного ими банка, а наутро отправляются вместе с ним на работу и без единого выстрела забирают деньги. Ограбив таким образом ряд банков, они попадают в десятку самых разыскиваемых преступников в списке ФБР. Но ограблений преступникам мало, они знают, что по их следу идёт ФБР. Джо и Терри ночуют у репортёра телевидения, тем самым заявляя о своей безнаказанности и неуловимости, раздражая следственные органы и полицию.
Криминальный дуэт работает безотказно, Джо замышляет и продвигает запланированное ограбление, а Терри осмысливает все возможные варианты провала и боязнью всего ставит ограбление в разряд наивыгоднейшей сделки с законом.
Когда к банде присоединяется сбежавшая от мужа домохозяйка Кейт Уилер, криминальный дуэт превращается в бандитизм с заложником (как считает полиция), что ставит Джо и Терри в разряд особо опасных рецидивистов. Но кто Кейт Уилер в среде бандитов? На это не могут ответить сами Джо и Терри из-за образовавшегося любовного треугольника и оставляют этот вопрос на будущее.
Будущее бандитов не столь замечательное, как рисовали себе Джо и Терри, и при выяснении отношений они убивают друг друга. Трупы бандитов шествуют в морг, но гореть бандитам в адском огне, ведь машина с останками бандитов, попадая в аварию, сгорает. Естественно у законников только закрытое дело, а у Кейт, Джо и Терри новая жизнь.

## В ролях
| Актёр             | Роль             |
| ----------------- | ---------------- |
| Брюс Уиллис       | Джо Блейк        |
| Билли Боб Торнтон | Терри Ли Коллинз |
| Кейт Бланшетт     | Кейт Уилер       |
| Трой Гэрити       | Харви Поллард    |
| Стейси Трэвис     | Хлоя Миллер      |

## Награды и номинации
| Награды и номинации                 | Награды и номинации                        | Награды и номинации | Награды и номинации | Награды и номинации |
| Награда                             | Категория                                  | Номинант            | Результат           |                     |
| ----------------------------------- | ------------------------------------------ | ------------------- | ------------------- | ------------------- |
| «Золотой глобус»                    | «Лучшая мужская роль — комедия или мюзикл» | Билли Боб Торнтон   | Номинация           |                     |
| «Золотой глобус»                    | «Лучшая женская роль — комедия или мюзикл» | Кейт Бланшетт       | Номинация           |                     |
| Премия Гильдии киноактёров США      | «Лучшая женская роль второго плана»        | Кейт Бланшетт       | Номинация           |                     |
| AFI                                 | «Лучшая женская роль»                      | Кейт Бланшетт       | Номинация           |                     |
| Общество кинокритиков Феникса       | «Лучшая мужская роль второго плана»        | Билли Боб Торнтон   | Номинация           |                     |
| Круг кинокритиков Флориды           | «Лучшая мужская роль»                      | Билли Боб Торнтон   | Победа              |                     |
| Круг кинокритиков Флориды           | «Лучшая женская роль второго плана»        | Кейт Бланшетт       | Победа              |                     |
| Национальный совет кинокритиков США | «Лучшая мужская роль»                      | Билли Боб Торнтон   | Победа              |                     |